# Thrasya scandens
Thrasya scandens är en gräsart som först beskrevs av Thomas Gaskell Tutin, och fick sitt nu gällande namn av Thomas Robert Soderstrom och Alasdair Graham Burman. Thrasya scandens ingår i släktet Thrasya och familjen gräs. Inga underarter finns listade i Catalogue of Life.